# 長谷川圭太
長谷川 圭太（はせがわ けいた、1983年4月25日 - ）は、日本の元ラグビー選手。

## プロフィール
- 福岡県出身。
- ポジションはプロップ(PR)。
- 身長 180cm、体重 114kg
- ニックネームはおかわり君[1]。
- 関東代表に選ばれたことがある[2]。

## 略歴
高校からラグビーを始めた。
2002年、東福岡高校卒業後に中央大学に入る。
2006年、中央大学卒業後にサントリーサンゴリアスに加入。
2007年11月4日に行われたジャパンラグビートップリーグ第2節の日本IBMビッグブルー戦に先発出場で公式戦初出場を果たした。
2013年、現役を引退した。